# 職ゲー
職ゲー（しょくゲー）とは、現実に存在する職業をシミュレート、あるいはモチーフにゲーム化したゲーム全般を指すものシミュレーションゲームの俗称。

## 概要
「職ゲー」という言葉自体は「職業ゲーム」の略。
セガは、1999年に大型筐体ゲームとしてリリースした『エアラインパイロッツ』『消防士 BRAVE FIRE FIGHTERS』『救急車 EMERGENCY CALL AMBULANCE』『クレイジータクシー』の4作品に「セガ職業ゲームシリーズ」という名称を冠してリリースしていた。

## 作品一覧

### 乗り物の運転操縦をテーマとするもの
アーケードゲーム初出のタイトル
- 電車でGO!（タイトー、鉄道車両）

1997年に業務用としてリリースされ大ヒット。ピーク時にはJRの駅構内にも設置されるほどの人気を博し、家庭用への移植もミリオンセラーを記録。以降、現在に到るまで多数の続編や派生作品が製作された。
- ランディングギア（タイトー、旅客機）
- パワーショベルに乗ろう!!（タイトー、ショベルカー）
- スタントタイフーン（タイトー、カースタント）
- エアラインパイロッツ（セガ、旅客機）
- 救急車　EMERGENCY CALL AMBULANCE（セガ、救急車）
- エイティーン・ホイーラー（セガ、トレーラー）
- クレイジータクシー（セガ、タクシー）
- ペーパーボーイ（アタリ、新聞配達）
- ラジカルバイカーズ（開発：ガエルコ 販売：アタリ、宅配ピザ）

コンシューマーゲーム初出のタイトル
- Train Simulator（音楽館、鉄道車両）
- 東京バス案内（フォーティーファイブ/セガ、バス）
- ジェットでGO!（タイトー、旅客機）

### 職業の業務を体験できるもの
- ぼくは航空管制官シリーズ（テクノブレイン、航空管制官）
- ジャンボサファリ（セガ、動物管理官）
- 消防士 BRAVE FIRE FIGHTERS（セガ、消防士）
- ザ・警察官（コナミ、警察官）
- セイギノヒーロー（コナミ/ポリゴンマジック、警察官ほか）
- 桜坂消防隊（アイレムソフトウェアエンジニアリング、消防士）
- ファイア・デパートメント（モンテクリスト、消防官）
- GearHead Garage（※日本未発売 アクティビジョン、自動車整備士）

### 複数の職業をモチーフにしたゲームが収録されているもの
- はたらくヒト（ハドソン）
- みんなのジョブチャレンジ（SAT-BOX）